# Gerson Brenner
Gérson dos Santos Oliveira (São Paulo, 22 de dezembro de 1959), mais conhecido pelo nome artístico de Gerson Brenner, é um ex-ator brasileiro.

## Carreira
Nos anos de 1980 estudou Economia e Comunicação Social, sem concluir nenhum dos dois cursos. Porém, conseguiu completar o Macunaíma, curso profissionalizante relacionado às artes cênicas. Vindo de uma família pobre, começou a se aproximar do mercado de teatro e TV como modelo. Fez vários desfiles pelo País e um dia resolveu tentar a sorte no exterior. Esteve em Londres e na Grécia, onde não conseguiu emprego e procurando um meio de migrar novamente, finalmente arranjou dois trabalhos em Amsterdã. De volta ao Brasil, continuou a fazer desfiles de moda e começou a atuar em comerciais de TV, fazendo um total de 49. 
Em 1988 foi convidado para protagonizar a peça Querelle, com direção de Fábio Pillar e Francis Mayer a partir da obra de Jean Genet. O cantor e compositor Cazuza compôs em parceria com Lobão a música "Quero Ele", especialmente para a sua personagem com Rogéria, num elenco em que também contava as participações de Leonardo Franco, Guilherme de Pádua, Renato Farias, Humberto Martins entre outros. O espetáculo permaneceu cerca de seis meses, com casa lotada no Teatro Dulcina e UFF. Em seguida foi chamado para atuar em 1989, o Ano da Revolução, onde despertou a atenção de olheiros da Rede Globo e foi chamado para integrar o elenco de Rainha da Sucata. O sucesso da novela foi tão grande que garantiu o retorno de seu personagem Gerson em Deus Nos Acuda, de 1992, à convite do novelista Sílvio de Abreu. Seu último trabalho foi a novela Corpo Dourado, da Rede Globo.

### Assalto e sequelas
Na madrugada de 17 de agosto de 1998, durante uma viagem de São Paulo ao Rio de Janeiro, o ator foi vítima de uma armadilha criminosa ao parar seu carro perto do acesso 60 da Rodovia Ayrton Senna, para trocar o pneu, tendo sido baleado na cabeça ao ser atacado por bandidos que queriam subtrair o veículo. Em razão do ato, passou meses em coma e sofreu diversas sequelas, tais como distúrbios na fala, na motricidade e na capacidade cognitiva. Atualmente está em tratamento para se recuperar.

## Trabalhos
| Televisão | Televisão         | Televisão                 | Televisão                              | Televisão  |
| Ano       | Título            | Personagem                | Produção                               | Emissora   |
| --------- | ----------------- | ------------------------- | -------------------------------------- | ---------- |
| 1998      | Corpo Dourado     | Jorginho                  | Novela                                 | Rede Globo |
| 1997      | Por Amor e Ódio   | Ricardo                   | Minissérie                             | RecordTV   |
| 1997      | O Olho da Terra   | Nuno                      | Minissérie                             | RecordTV   |
| 1996      | Vira Lata         | Amadeu                    | Novela                                 | Rede Globo |
| 1995      | Tocaia Grande     | Pedro Cigano              | Novela                                 | Manchete   |
| 1993      | Olho no Olho      | Guto                      | Novela                                 | Rede Globo |
| 1993      | Você Decide       | Delegado                  | Episódio "A Sangue Frio"... (12/05/93) | Rede Globo |
| 1992      | Deus Nos Acuda    | Gérson Geovanni (retorno) | Novela                                 | Rede Globo |
| 1992      | Perigosas Peruas  | Giovanni Barbiere         | Novela                                 | Rede Globo |
| 1991      | Alô, Doçura!      | Justino                   | Minissérie                             | SBT        |
| 1990      | Lua Cheia de Amor | Cláudio                   | Novela                                 | Rede Globo |
| 1990      | Rainha da Sucata  | Gérson Geovanni           | Novela                                 | Rede Globo |
| 1989      | Top Model         | Cordeiro de Deus          | Novela                                 | Rede Globo |
| 1989      | Kananga do Japão  | Marcelo                   | Novela                                 | Manchete   |

| Cinema | Cinema           | Cinema     | Cinema            | Cinema          |
| Ano    | Título           | Personagem | Direção           | Duração         |
| ------ | ---------------- | ---------- | ----------------- | --------------- |
| 1997   | Navalha na Carne | Cafetão    | Neville D'Almeida | 117 minutos/Cor |

| Teatro | Teatro                   | Teatro     | Teatro     | Teatro                       |
| Ano    | Título                   | Personagem | Autor(es)  | Direção                      |
| ------ | ------------------------ | ---------- | ---------- | ---------------------------- |
| 1989   | 1789, o Ano da Revolução | -          | -          | Fabio Pillar & Francis Mayer |
| 1988   | Querelle                 | Querelle   | Jean Genet | Fabio Pillar & Francis Mayer |